# Joseph Dubreuil
Joseph Dubreuil (né à Aix-en-Provence le 22 juillet 1747, décédé dans la même ville le 5 juin 1824) est un avocat et un homme politique français. Il est maire d'Aix-en-Provence entre le 4 mai et le 28 juin 1815, lors de la période des Cent-Jours.

## Biographie
Joseph Dubreuil est issu d'une famille d'Aix-en-Provence ayant donné notamment un consul, un assesseur, un prêtre et un avocat. Avocat à 22 ans, au barreau de sa ville natale, il exerce ensuite la fonction d'assesseur en 1785 et 1786. C'est à cette époque que la ville d'Aix se dote d'un éclairage public, lui valant la reconnaissance des habitants.
Joseph Dubreuil n'adopte pas les idées nouvelles. Considéré lors des événements de 1789 comme opposé à la Révolution, il fait partie des soutiens de l'avocat Jean Joseph Pierre Pascalis qui périt à Aix-en-Provence le 14 décembre 1790 sous la main de révolutionnaires exaltés. Alors que son ami s'était réfugié au quartier des Pinchinats, dans le château de la Mignarde, il lui rend plusieurs visites à l'automne 1790, comme le procureur Darbaud, les présidents d'Albert de Saint-Hippolyte et de Mazenod, ainsi que des magistrats du Parlement d'Aix non encore exilés, pour le presser de fuir la ville, proposition que Pascalis décline énergiquement et qui lui vaudra une arrestation quelques jours plus tard suivie d'un lynchage sur le cours Mirabeau.
Quelques heures avant l'exécution de Pascalis, Guiramand et La Roquette, il est contraint de prendre la fuite, car les commissaires des clubs de la ville d'Aix veulent mettre la main sur lui. Il s'enfuit d'abord au pavillon de Lenfant (quartier des Pinchinats), s'y fait tonsurer, prend un habit de prêtre et, via le massif de la Sainte-Victoire, prend avec l'aide d'un guide la route de Nice où il reste le temps des événements. Grâce à ses aptitudes administratives, il est nommé inspecteur des vivres, puis liquidateur des fournitures, et enfin secrétaire de l'intendant général résidant à Milan. Lorsque le calme fut revenu, il rentra à Aix, pour reprendre sa place au barreau comme avocat consultant. Âgé de 68 ans, et quoique royaliste, Dubreuil consentit à accepter temporairement la fonction de maire d'Aix-en-Provence de 4 mai 1815 au 28 juin 1815.

## Famille de Joseph Dubreuil
Joseph Dubreuil est le dernier membre de la famille Dubreuil d'Aix-de-Provence, puisqu'il est mort sans descendant. Charles Dubreuil est consul d'Aix en 1715 et son fils, Joseph Dubreuil, avocat de profession, est assesseur d'Aix quatre années de suite, de 1743 à 1746, anobli en 1749 par Louis XV. Le plus célèbre des membres de la famille est l'abbé Charles Mitre Dubreuil, oncle du maire d'Aix. Il traduit plusieurs auteurs grecs et romains. Il est aussi l'auteur d'un Choix de cantiques provençaux et d'une Bibliographie provençale.